# تری راکن
تری راکن (فرانسوی: Therry Racon‎؛ زادهٔ ۱ مهٔ ۱۹۸۴) بازیکن فوتبال سابق اهل فرانسه است که در پست هافبک بازی می‌کرد.

## باشگاهی
از باشگاه‌هایی که در آن بازی کرده‌است می‌توان به باشگاه فوتبال چارلتون اتلتیک، باشگاه فوتبال پورتسموث، باشگاه فوتبال المپیک مارسی، باشگاه فوتبال گنگام، باشگاه فوتبال سدان، باشگاه فوتبال میلوال، باشگاه فوتبال برایتون اند هوو آلبیون، و باشگاه فوتبال لوریان اشاره کرد.

## تیم ملی
وی همچنین در تیم ملی فوتبال گوادلوپ بازی کرده‌است.